# Carole Seymour-Jones
Carole Seymour-Jones (3. března 1943 – 23. května 2015) byla velšská spisovatelka. Narodila se v obci Towyn v severozápadním Walesu a studovala historii na oxfordské Lady Margaret Hall. Studium zde však po první roce přerušila a nakonec jej dokončila na Open University. Věnovala se psaní životopisů. Napsala knihy například o socioložce Beatrice Webbové či autorce Vivienne Eliot. V roce 1992 potkala dramatika Geoffreyho Parkinsona, za kterého se o dvacet let později provdala. Již v roce 2014 však zemřel. Sama zemřela následujícího roku ve věku 72 let.